# Jonathan Azulay
Jonathan Azulay (tiếng Hebrew: יונתן אזולאי; sinh ngày 5 tháng 5 năm 1993) là một cầu thủ bóng đá người Thụy Điển thi đấu cho Norrby IF ở vị trí hậu vệ.